# Zsombor Gruber
Zsombor Gruber (Győr, 7 de septiembre de 2004) es un futbolista húngaro que juega en la demarcación de delantero para el Ferencváros TC de la Nemzeti Bajnokság I.

## Selección nacional
Tras jugar en las categorías inferiores de la selección, finalmente hizo su debut con la selección de fútbol de Hungría en un partido de la Liga de Naciones de la UEFA 2024-25 contra Alemania que finalizó con un resultado de empate a uno tras dos goles de Felix Nmecha para Alemania, y de Dominik Szoboszlai para Hungría.

## Clubes
| Club                        | País    | Año       | Partidos | Goles |
| --------------------------- | ------- | --------- | -------- | ----- |
| Puskás Akadémia F. C.       | Hungría | 2021-2022 | 1        | 0     |
| Aqvital FC Csákvár (cedido) | Hungría | 2022      | 4        | 0     |
| Puskás Akadémia F. C.       | Hungría | 2022-2023 | 26       | 3     |
| Aqvital FC Csákvár (cedido) | Hungría | 2023      | 2        | 0     |
| Puskás Akadémia F. C.       | Hungría | 2023-2024 | 20       | 4     |
| Zalaegerszegi TE            | Hungría | 2024      | 9        | 3     |
| Ferencváros TC              | Hungría | 2024-2025 | 15       | 1     |
| MTK Budapest F. C. (cedido) | Hungría | 2025      | 9        | 2     |
| Ferencváros TC              | Hungría | 2025-     |          |       |